# 浪客劍心 最終章
《浪客劍心 最終章》（日语：るろうに剣心 最終章）是2021年日本時代劇動作片，改編自和月伸宏創作的日本漫畫《浪客劍心》，由大友啓史編劇和執導，主演包括佐藤健、武井咲、新田真劍佑、青木崇高、蒼井優、伊勢谷友介、土屋太鳳、三浦涼介、音尾琢真、鶴見辰吾、中原丈雄、北村一輝、有村架純以及江口洋介。
該片分為上下兩部，《浪客劍心 最終章 The Final》以及《浪客劍心 最終章 The Beginning》於2021年4月23日及2021年6月4日在日本上映。亞洲地區除日本以外由Netflix獨家上線。

## 演員
- 佐藤健 飾演 緋村劍心
- 有村架純 飾演 雪代巴
- 新田真劍佑 飾演 雪代緣
- 荒木飛羽 飾演 少年時期的雪代緣
- 江口洋介 飾演 齋藤一／藤田五郎
- 北村一輝 飾演 辰巳

### The Final
- 武井咲 飾演 神谷薰
- 青木崇高 飾演 相樂左之助
- 蒼井優 飾演 高荷恵
- 伊勢谷友介 飾演 四乃森蒼紫
- 土屋太鳳 飾演 卷町操
- 大西利空 飾演 明神彌彥
- 三浦涼介 飾演 澤下條張
- 鶴見辰吾 飾演 浦村署長
- 中原丈雄 飾演 前川宮内
- 音尾琢真 飾演 吳黑星
- 小市慢太郎 飾演 川路利良
- 阿部進之介 飾演 鯨波兵庫
- 柳俊太郎 飾演 乙和瓢湖
- 丞威 飾演 乾天門
- 平田薰 飾演 關原妙
- 柿原琳佳 飾演 三條燕
- 小久保丈二 飾演 黑尉
- 鄭龍進 飾演 式尉
- 中村祐志 飾演 四星
- 戶田昌宏 飾演 住職
- 神木隆之介 飾演 瀨田宗次郎

### The Beginning
- 高橋一生 飾演 桂小五郎
- 村上虹郎 飾演 沖田總司
- 安藤政信 飾演 高杉晉作
- 窪田正孝 飾演 清里明良
- 一之瀨渡 飾演 角田
- 成田瑛基 飾演 八目無名異
- 平埜生成 飾演 中條
- 奥野瑛太 飾演 村上
- 池內萬作 飾演 片貝
- 大西信滿 飾演 飯塚

## 製作
2019年4月，宣佈製作電影《浪客劍心》最終章，故事改編自漫畫《人誅篇》及《追憶篇》，並以上下兩部電影形式在2020年夏季上映。兩部片於2018年11月4日開始進行拍攝，並於2019年6月7日結束長達7個月的拍攝。拍攝於京都市、奈良市、滋賀縣、三重縣、兵庫縣、熊本市、廣島市、栃木縣、埼玉縣、靜岡縣、大阪市和長野縣等全國43個地方進行，參與人員超過6000人。2019年12月，公佈電影片名為《浪客劍心 最終章 The Final》和《浪客劍心 最終章 The Beginning》，兩部片預定於2020年7月3日及8月7日在日本上映，並宣佈武井咲、青木崇高和蒼井優回歸出演電影，大西利空加盟飾演明神彌彥。2020年2月，宣佈新田真劍佑加盟並飾演雪代緣。同月，宣佈江口洋介回歸出演電影，並公佈特報預告。2020年3月，宣佈有村架純加盟並飾演雪代巴。同月底，宣佈伊勢谷友介、土屋太鳳和三浦涼介回歸出演電影，而音尾琢真和北村一輝加盟電影，搖滾樂團ONE OK ROCK為電影編寫新曲。2020年5月，宣佈受2019冠狀病毒病疫情影響，兩部片延期至2021年黃金週上映。2020年12月，宣佈最新上映日期為2021年4月23日及2021年6月4日。2021年3月，宣佈高橋一生、村上虹郎和安藤政信加盟《The Beginning》的演員陣容，分別飾演桂小五郎、沖田總司和高杉晉作，並交代當時幕末暗殺事件頻繁及與新選組為敵的情況。

## 製作人員
- 原作：和月伸宏《浪客劍心》（集英社《週刊少年Jump》連載）
- 導演、腳本：大友啓史
- 音樂：佐藤直紀
- 製作：高橋雅美、池田宏之、千葉伸大、瓶子吉久、森田圭、田中祐介
- 執行製片人：小岩井宏悦
- 製片人：福島聰司
- 動作指導：谷垣健治
- 攝影導演：石坂拓郎
- 照明：平野勝利
- 美術：橋本創
- 裝飾：渡邊大智
- 錄音：湯脇房雄
- 編集：今井剛
- 副製片人：藤田大輔
- 執行製片：宿崎惠造
- 服裝設計・角色設計：澤田石和寛
- VFX監察人：小坂一順
- 音效編輯總監：勝俁正敏
- 排程：櫻井智弘
- 場記：佐山優佳
- 副導演：田中諭、長尾樂
- 製作擔當：村松大輔
- 製片公司、發行商：華納兄弟
- 製作：《浪客劍心 最終章 The Final／The Beginning》製作委員會

## 音樂
- The Final

主題曲〈Renegades〉
作曲、作詞：Taka、紅髮艾德、Jin Jin、早川雅人、大衛·普拉米克
歌：ONE OK ROCK
- The Beginning

主題曲〈Broken Heart Of Gold〉
作曲、作詞：Taka、Toru、尼克·隆恩、丹·蘭開斯特、早川雅人
歌：ONE OK ROCK

## 上映
《浪客劍心 最終章 The Final》以及《浪客劍心 最終章 The Beginning》原定於2020年7月3日及2020年8月7日在日本上映，但受2019冠狀病毒病疫情影響，兩部片分別延期至2021年4月23日及2021年6月4日在日本上映。亞洲地區除日本以外由Netflix獨家上線。

## 票房
《浪客劍心 最終章 The Final》於2021年4月23日在日本首映後，首兩天票房約5.35億日圓，觀影人數約37萬人次。上映第2週票房突破20億日圓。上映第6週，觀影人數累計至226萬人次，票房突破31億日圓，成為該星期的票房冠軍。上映第10週，觀影人數累計至283萬人次，票房突破40億日圓。
《浪客劍心 最終章 The Beginning》於2021年6月4日在日本首映後，首兩天票房約3.63億日圓，觀影人數約24萬人次，成為該星期的票房冠軍。
| 上一届： 《美麗誘惑-現代「畫皮」-》 | 2021年日本週末票房冠軍 第22-23週 | 下一届： 《新·福音戰士劇場版𝄇》 |

## 外部連結
- 官方网站（日語）
- 互联网电影数据库（IMDb）上《浪客劍心 最終章：The Final》的资料（英文）
- 互联网电影数据库（IMDb）上《浪客劍心 最終章：The Beginning》的资料（英文）
- 浪客劍心 最終章的X（前Twitter）（日語）
- 浪客劍心 最終章的Facebook專頁（日語）
- 浪客劍心 最終章的Instagram帳戶（日語）